# أخلمد سفلي
أخلمد سفلي (بالفارسية: اخلمد سفلی) هي قرية تقع في قسم تشناران الريفي (مقاطعة تشناران) في إيران. يقدر عدد سكانها بـ 305 نسمة بحسب إحصاء 2016.